# Center.tv Münster

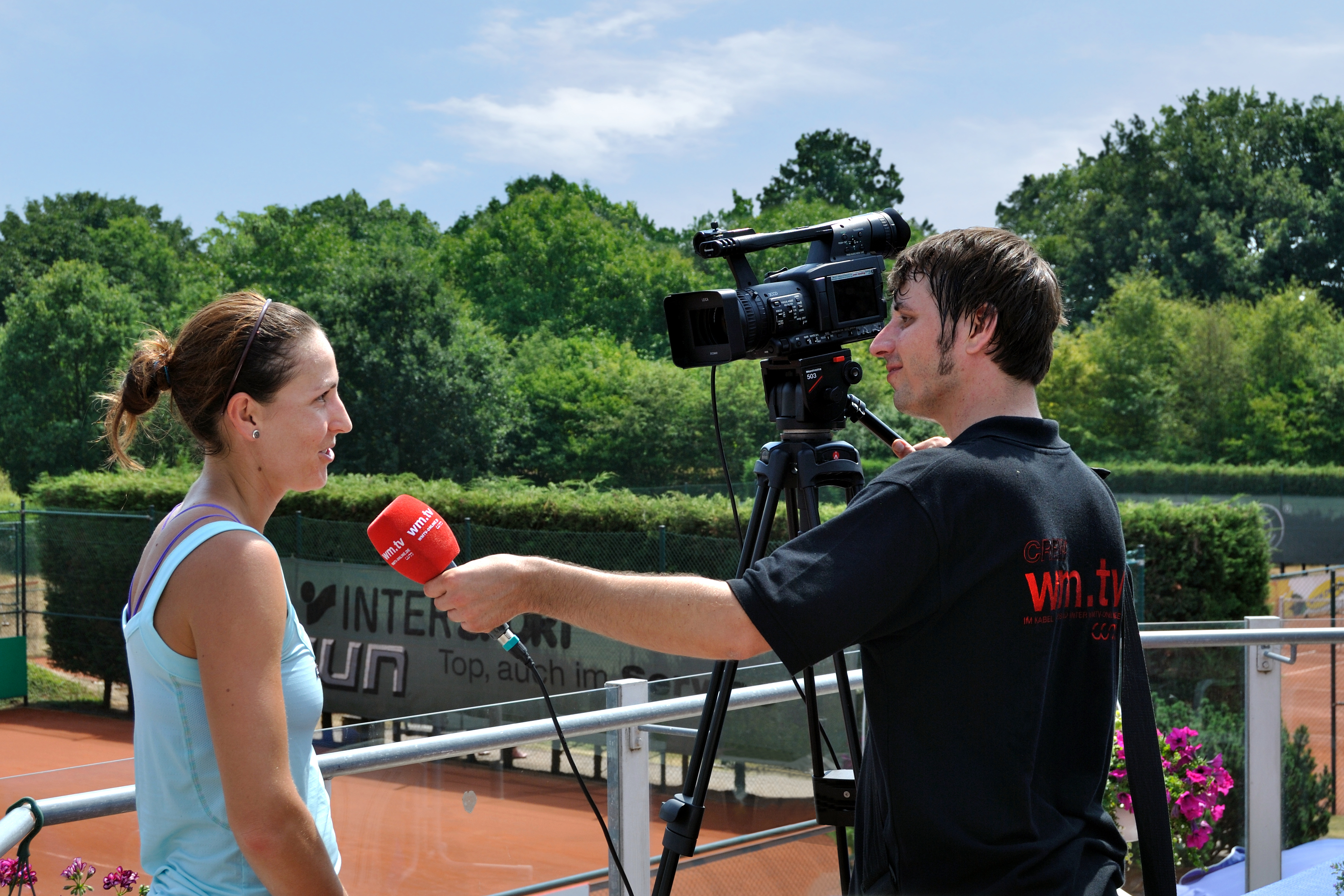
Ein wm.tv-Reporter interviewt Arantxa Parra Santonja nach einem Tennis-Spiel in Moers.

center.tv Münster (vormals wm.tv) war ein regionaler Fernsehsender für die Kreise Steinfurt, Kreis Borken, Coesfeld, den Kreis Warendorf und die Stadt Münster im Münsterland, den Kreis Recklinghausen im Ruhrgebiet sowie den Kreis Kleve (außer Rheurdt) und den Kreis Wesel (außer Kamp-Lintfort, Moers, Rheinberg, Neukirchen-Vluyn, Hünxe und Dinslaken) am Niederrhein mit Sitz in Bocholt. Am 29. Mai 2014 wurde der Sendebetrieb aufgrund wirtschaftlicher Probleme eingestellt.
Das Programm bestand hauptsächlich aus Nachrichten, Berichten von Veranstaltungen aus der Region und Ratgeber-Sendungen. Moderiert wurden die meisten Sendungen von freien Mitarbeitern oder Mitgliedern der Redaktion.
Der Betreiber, die wm.tv GmbH, ist seit 28. Februar 2014 aufgelöst und befindet sich in Liquidation. Die aktuelle Zulassung endet Mai 2014 und eine Verlängerung wurde bei der zuständigen Landesmedienanstalt LfM NRW nicht beantragt, was ein Ende des Sendebetriebs spätestens zum Ende der Zulassung bedeutet.

## Empfang
Seitdem der Sender eine eigene Sendelizenz hatte, war er täglich von 06:00 Uhr bis 23:00 Uhr ohne Unterbrechung auf dem Kanal S18 im lokalen Kabelfernsehen zu empfangen. Von 23:00 Uhr bis 06:00 Uhr strahlte auf dem analogen Kabelplatz Sonnenklar.TV sein Programm aus.
Seit Januar 2013 war center.tv Münster auch im digitalen Kabelnetz durchgehend und unverschlüsselt zu empfangen.
Für Haushalte ohne Kabelanschluss wurde seit dem 13. März 2008 ein kostenloser Livestream mit Mediathek via Internet angeboten.

## (Ehemalige) Sendungen & Formate
- wm.aktuell (Tagesaktuelle Nachrichten)
- wm.Magazin (Tägliches Boulevardmagazin)
- Sport (Sportsendung aus dem Münsterland)
- Münsterama (Magazin rund um die Stadt Münster)
- Livestyle (Magazin rund um Mode und Trends)
- Talk (Talkshow)
- Bulli-Tour (Der wm.tv Bully auf Tour)
- Autobiografien (Promi-Talkshow)
- Ein Coach für alle Fälle (Coaching-Format)

Weitere Sendungen und Formate:
Speedtalk, wm.tv Service, Grußbox, Wirtschaftsblatt TV, Local Heroes

## (Ehemalige) Moderatoren
- Veit Dange
- Torsten Dickmann
- Uwe Donner
- Tobias Heidemann
- Erna Hüls
- Sven Kroll
- Mandy Nedovic
- Christian Terschluse
- Thomas Tangelder
- Stefan Hilbring
- Klaus Rühling

## Hintergrund
Im Mai 2004 startete wm.tv als erster privatwirtschaftlich organisierte lokale Fernsehsender in Nordrhein-Westfalen als mehrstündiges Lokales-Fenster auf dem Sender tv.nrw. Gründer des Senders waren der Radio- und Fernsehjournalist Klaus Rühling zusammen mit dem damaligen Hauptgesellschafter Wolfgang Kampshoff.
Im ersten Sendejahr gestaltete wm.tv sein Programm allein für den Kreis Borken (Kreis Borken = Westmünsterland – daher der Name wm.tv). Ein Jahr später erweiterte der Sender sein Programmangebot auf die Kreise Steinfurt, Coesfeld und Recklinghausen.
Seit dem 13. Mai 2005 besaß die wm.tv GmbH Co. KG eine eigene Sendelizenz und erreichte damit als eigenständiger Fernsehsender rund 251.000 Haushalte via Kabel.
Im Frühjahr 2007 wurde wm.tv von dem Logistik-Unternehmen WM-Group (heute LB GmbH) übernommen, welcher den Inhaberwechsel sowie den Umzug vom Rheder-Standort in die Räumlichkeiten der WM-Group in Bocholt mit sich brachte. Die Gründer Rühling, Hilbring und Kampshoff hatten wm.tv mit der Übernahme verlassen.
Es folgte im Sommer 2010 die erneute Erweiterung des Sendegebietes auf die Stadt Münster, den Kreis Warendorf und Kreis Kleve sowie auf die nördlichen Teile des Kreises Wesel. In Münster wurde daraufhin eine Niederlassung gegründet.
Am 1. August 2012 trat wm.tv der center.tv-Senderfamilie bei und benannte sich entsprechend um. Die Betreibergesellschaft war bis zu ihrer Auflösung im Jahr 2019 weiterhin die wm.tv GmbH.